# Conamomum utriculosum
Conamomum utriculosum là một loài thực vật có hoa trong họ Gừng.  Loài này được Henry Nicholas Ridley mô tả khoa học đầu tiên năm 1899.
Năm 1950, Richard Eric Holttum chuyển nó sang chi Amomum. Năm 2018, de Boer et al. phục hồi chi Conamomum và chuyển nó về lại chi này.

## Phân bố
Loài này có trong khu vực từ Malaysia bán đảo đến Sumatra (quần đảo Riau).